# Tunnel de Marnay
Le tunnel de Marnay est un tunnel ferroviaire situé sur le territoire de la commune française de Marnay-sur-Marne, dans le département de la Haute-Marne.

## Histoire
Construit entre 1979 et 1980, il est traversé par la ligne de Paris-Est à Mulhouse-Ville et se situe sur un itinéraire de déviation, construit la même année, au point kilométrique 278. Il subsiste l'ancien tunnel de Marnay, délaissé, sur l'ancien tracé.

## Géographie
L'ouvrage est situé au cœur d'une zone vallonnée et traversée par la Marne. L'accès se fait par un chemin en terre, depuis la route départementale 619, à l'est de Marnay-sur-Marne.

## Caractéristiques
Cet ouvrage a été construit par la méthode classique. Des voussoirs en béton armé constituent la galerie.
D'une longueur totale de 310 mètres, il a été percé en même temps que son voisin, le tunnel de Pommeraie. Ces deux tunnels ont été construits sur un nouvel itinéraire d'une longueur de deux kilomètres, mis en service en 1980. Ce nouveau tracé remplace un ancien, parallèle, jugé dangereux notamment à cause de ses tunnels.